# Grajów

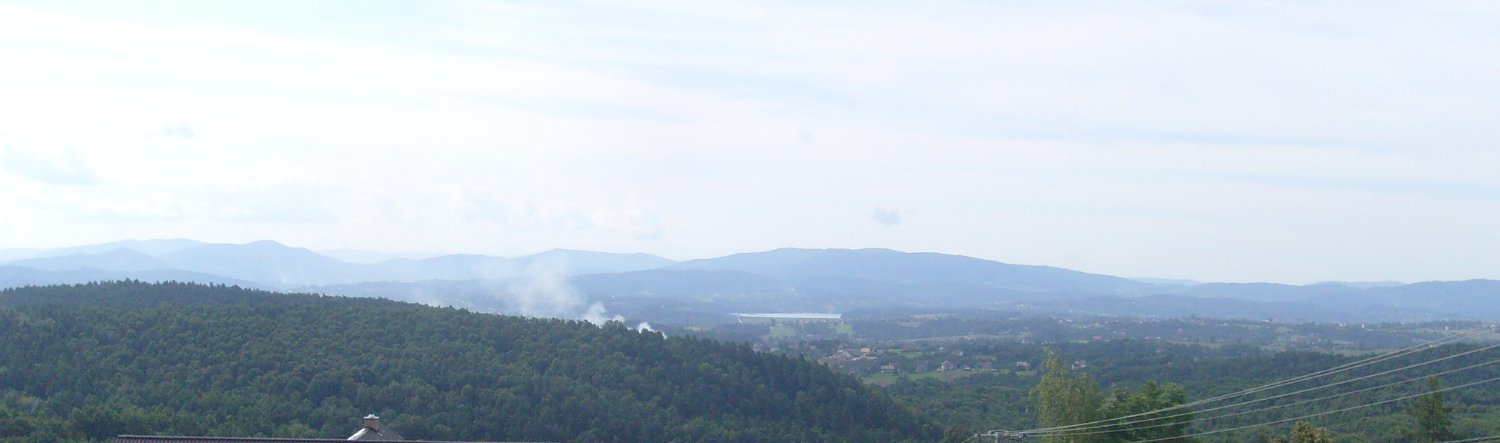
Widok na góry i Dobczyce

Grajów – wieś w Polsce położona w województwie małopolskim, w powiecie wielickim, w gminie Wieliczka.
W latach 1975–1998 miejscowość administracyjnie należała do województwa krakowskiego.
W roku 2021 we wsi mieszkały 1004 osoby, z czego 51,6% stanowiły kobiety, a 48,4% mężczyźni.
| SIMC    | Nazwa      | Rodzaj    |
| ------- | ---------- | --------- |
| 0340664 | Dębówka    | część wsi |
| 0340670 | Kopaliny   | część wsi |
| 0340687 | Przymiarki | część wsi |
| 0340693 | Zalesie    | część wsi |
| 0340701 | Zamarzanka | część wsi |
| 0340718 | Żakowa     | część wsi |

Wieś położona jest na Pogórzu Wielickim w południowo-wschodniej części gminy. Od północy graniczy z Chorągwicą, od południowego wschodu i wschodu z Dobranowicami, od południa z Huciskiem, Rudnikiem i Sierakowem, a od zachodu z Raciborskiem. Obszar odznacza się urozmaiconą rzeźbą terenu – najwyższe punkty to wzniesienie w północnej części wsi (404 m n.p.m.) i drugie, zwane Łysą Górą (388 m). Rozpościerają się z nich rozległe panoramy Beskidu Wyspowego, Gorców, Beskidu Małego, nawet – przy sprzyjających warunkach – Tatr.
W 1595 roku wieś położona w powiecie szczyrzyckim województwa krakowskiego była własnością kasztelana małogoskiego Sebastiana Lubomirskiego.
Urodziła się tutaj Emilia Podoska (1845–1889), norbertanka, Służebnica Boża.
W Grajowie mają swoją siedzibę kluby sportowe: MKS Grajpek Grajów (piłka nożna), MKF „99” Grajów (futsal).
Zespół dworsko-parkowy w Grajowie obejmuje murowany dwór i spichlerz z I poł. XIX w., resztki parku. Dwór należał od lat 20. XX w. do rodziny Bekerow.
We wsi znajdują się też: szkoła podstawowa, remiza Ochotniczej Straży Pożarnej, folwark Zalesie – ośrodek konferencyjno-rekreacyjny.
Przez wieś przebiega żółty  szlak turystyczny (Wieliczka – Dobczyce – Pasmo Podhalańskie) i czerwony  szlak rowerowy (okrężny po Pogórzu Wielickim).